# بیوموتانت
بیوموتانت (انگلیسی: Biomutant) یک بازی ویدئویی رو به انتشار در سبک نقش‌آفرینی اکشن است که توسط تی‌اچ‌کیو نوردیک و در تاریخ ۲۵ مه ۲۰۲۱ معادل با ۲۵ خرداد ۱۴۰۰ در پلت‌فرم‌های پلی‌استیشن ۴، اکس‌باکس وان و مایکروسافت ویندوز منتشر شد.